# Sisto Gillarduzzi
Sisto Gillarduzzi (Cortina d'Ampezzo, 6 settembre 1908 – Cortina d'Ampezzo, 29 novembre 1989) è stato uno sciatore alpino e bobbista italiano, atleta ampezzano attivo a cavallo tra gli anni trenta e quaranta. Per ben sedici anni fece parte della nazionale italiana di bob ottenendo ottimi risultati.

## Biografia
Gillarduzzi nasce a Cortina d'Ampezzo quando questa faceva parte dall'Impero Austro-ungarico, ma nel 1918, in seguito alla fine della prima guerra mondiale, Cortina passa al Regno d'Italia. A Gillarduzzi come a tutti i suoi compaesani viene riconosciuta la doppia cittadinanza.
Nel 1933 vinse la medaglia d'oro nella discesa libera ai Campionati italiani di sci alpino.
Nel 1948 Gillarduzzi partecipa ai V Giochi olimpici invernali, che si tengono a Sankt Moritz. Sempre nello stesso anno è tra i fondatori del Bob Club Cortina, e nel 1951 del Bob Club Cristallo.